# 벤저민 크림

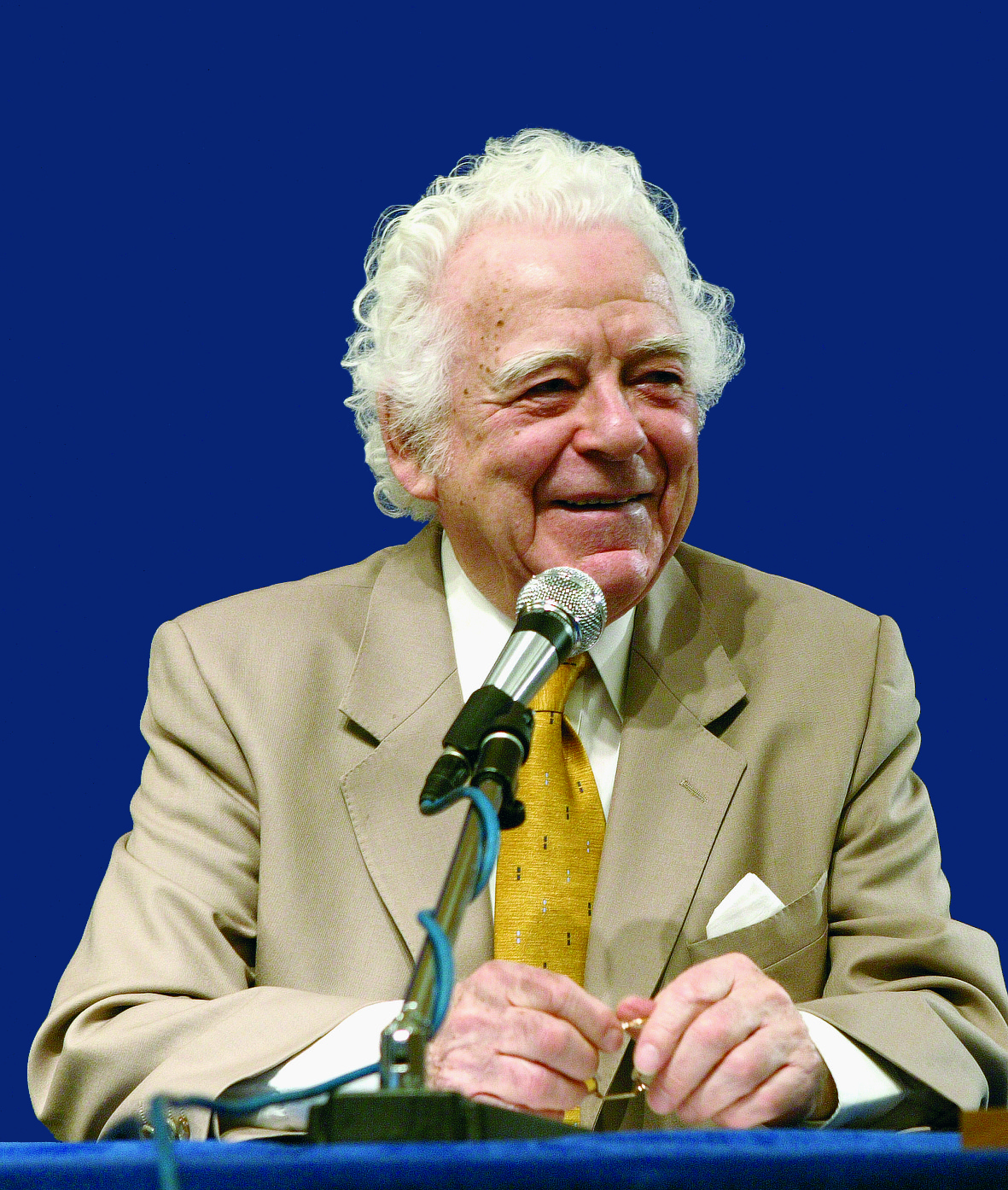

벤저민 크림(영어: Benjamin Creme: 1922년 12월 5일 - 2016년 10월 24일)는 스코틀랜드의 밀교인이다.
그는 미륵의 재림을 주장했으며, 또한 미륵은 모든 종교들이 희구하는 각자의 구세주라고 주장했다. 크림은 미륵이 곧 그리스도고, 마흐디고, 크리슈나고, 메시아이며, “보병궁의 시대의 아바타라”라고 주장했다.